# Guerra russo-turca (1787-1792)
La Guerra Russo-turca de 1787-1792 fou a causa de l'intent frustrat de l'Imperi Otomà per reconquerir territoris cedits a Rússia en el curs de l'anterior Guerra russo-turca (1768-1774).

## Antecedents
El 1786, Caterina II de Rússia va fer la seva entrada triomfal a la Crimea annexionada en companyia del seu aliat, l'emperador Josep II d'Habsburg del Sacre Imperi Romanogermànic. Aquests esdeveniments, juntament amb la fricció causada per mútues acusacions d'infracció del Tractat de Küçük Kaynarca, amb el que havia acabat l'anterior guerra, inflamà l'opinió pública de Constantinoble. Els ambaixadors britànic i francès, per la seva banda, també van donar el seu suport incondicional als partidaris de la guerra.

## La guerra

Teatre d'operacions de la guerra russo-turca (1787-1792)

La guerra es va declarar el 1787, però els preparatius de Turquia van ser inadequats i el moment mal triat, amb Àustria aliada amb Rússia, fet conegut pels turcs només quan ja era massa tard. Els turcs van aconseguir que els austríacs es retiressin de Mehadia i van conquerir el Banat (1789), però a Moldàvia el mariscal de camp Rumiantsev va prendre Iaşi i Khotin. Després d'un llarg setge hivernal, Otxakiv va caure davant el Príncep Potiomkin, i tots els seus habitants van ser massacrats. Aquesta notícia va afectar tant al sultà Abdul Hamid I que li va causar la mort. El general austríac Laudon van acabar reconquerint Belgrad i Bucarest mentre els russos entraven a Ak Kirman i Bender. Els generals turcs eren incompetents, les expedicions d'auxili a Bender i Ak Kirman fracassaren, la fortalesa inexpugnable d'Izmail va ser capturada per Aleksandr Suvorov mitjançant l'ús d'atacs sorpresa d'infanteria i artilleria combinades, Uixakov va destruir la flota otomana a Fidonisi, Tendra, Estret de Kerch i Caliacria, i la caiguda d'Anapa davant Ivan Gudòvitx va completar la sèrie de desastres turcs.
El nou i jove sultà Selim III desitjava ardentment restaurar el prestigi del seu país amb una victòria abans de fer la pau, però l'estat de les seves tropes va frustrar les seves esperances. Prússia, que havia signat un tractat ofensiu amb Turquia el 31 de gener de 1790, no li va prestar cap ajuda. Les derrotes en el camp de batalla van portar a la signatura del tractat de Sistova amb Àustria el 4 d'agost de 1791 que deixava per Turquia els territoris de Moldàvia i Valàquia.

## Conseqüències
Pel Tractat de Iași, signat amb Rússia el 9 de gener del 1792, l'Imperi Otomà va reconèixer l'annexió russa del Kanat de Crimea (efectuada en el 1783) i va cedir Yedisan (Khadsibey i Otxakiv) a Rússia, passant el Dnièster a ser la frontera europea entre els dos països. La frontera asiàtica (el riu Kuban) va romandre intacta.